# Atletica leggera ai Giochi della XXIX Olimpiade - 10000 metri piani femminili

Video della gara

Ai Giochi della XXIX Olimpiade, tenutisi a Pechino nel 2008, la competizione dei 10000 metri piani femminili si è svolta il 15 agosto presso lo Stadio nazionale di Pechino.

## Presenze ed assenze delle campionesse in carica
| Competizione      | Atleta          | Prestazione | Pechino 2008 |
| ----------------- | --------------- | ----------- | ------------ |
| Olimpiadi 2004    | Xing Huina      | 30'24” 36   | Rit. 2007    |
| Commonwealth 2006 | Lucy Kabuu      | 31'29” 66   | Presente     |
| Europei 2006      | Inga Abitova    | 30'31” 42   | Presente     |
| Asiatici 2006     | Kayoko Fukushi  | 31'29” 38   | Presente     |
| Africani 2007     | Mestawet Tufa   | 31'26” 05   | Presente     |
| Mondiali 2007     | Tirunesh Dibaba | 31'55” 41   | Presente     |

## Gara
Venerdi 15 agosto, ore 22:45, Stadio Nazionale di Pechino.
Finale diretta con 32 partenti.
Ci sono buone condizioni meteo: 26 °C e 53% di umidità. La gara è veloce fin dalla partenza: i primi 4 km vengono percorsi rispettivamente in 3'00"46, 2'59"69, 3'03"68 e 3'02"77. Sembra di assistere alla gara di un meeting, in cui una lepre è incaricata di tenere alto in ritmo in previsione di un attacco al record. È merito di Lornah Kiplagat (Paesi Bassi) se poi la garà terminerà con una prestazione tecnica memorabile.
A metà gara le atlete passano in 15'09"98; conduce sempre la Kiplagat. Nella seconda parte della gara salgono sul palcoscenico le pretendenti al titolo. Ma il ritmo non cala, anzi: Elvan Abeylegesse (Turchia) esegue tre giri in 3'01"61, 2'54"94 e 2'56"62! All'ottavo km la turca è in testa, seguita - a fatica - dalla junior Masai e dalla Wangui. Mentre la Kiplagat esaurisce progressivamente le forze, Tirunesh Dibaba (Etiopia), rimasta fino a quel momento ad osservare, decide di non lasciare sola la Abeylegesse e si pone alle sue calcagna. Le due fanno il vuoto.
Alla campanella dell'ultimo giro è ancora in testa la turca; la Dibaba lancia il suo attacco, l'avversaria resiste lungo la curva, poi sul rettilineo opposto a quello d'arrivo si stacca. L'etiope prosegue la sua corsa perentoriamente e taglia il traguardo con una decina di metri di vantaggio. Ha corso l'ultimo giro in 60"39; gli ultimi 1000 metri in 2'48"64. Ha coperto i secondi 5000 in 14'44"68. Il tempo finale è strabiliante: 29'54"66 (record olimpico). Anche la Abeylegesse è scesa sotto i 30 minuti. Durante l'ultimo giro la Masai viene superata dall'americana Flanagan, che coglie il bronzo con il nuovo record nazionale. Ma anche la prestazione della keniota è da incorniciare: pur rimanendo ai piedi del podio olimpico, può esultare per aver battuto il record mondiale junior e il record assoluto del proprio Paese. È stata la gara più veloce mai corsa sui 10.000 metri. Delle prime 13 classificate, nove hanno stabilito il primato personale.

Per la prima volta si infrange il "muro" dei 30 minuti dopo i Giochi Cinesi del 1993, quando accadde l'unico precedente.

## Squalifiche per doping
Nel 2016 la Federazione mondiale ha squalificato Inga Abitova dopo un riesame delle urine e l'ha privata del quinto posto.

Nel 2017 è stata squalificata la seconda classificata, Elvan Abeylegesse, per positività retroattiva a un test antidoping effettuato nel 2007. La turca viene quindi privata della medaglia. Pertanto l'argento è andato a Shalane Flanagan ed il bronzo a Linet Chepkwemoi Masai.

## Ordine d'arrivo
| Pos    | Atleta                 | Paese         | Tempo    | Note                              |
| ------ | ---------------------- | ------------- | -------- | --------------------------------- |
|        | Tirunesh Dibaba        | Etiopia       | 29'54"66 | Record olimpico · Record africano |
|        | Shalane Flanagan       | Stati Uniti   | 30'22"22 | Record nord-centroamericano       |
|        | Linet Chepkwemoi Masai | Kenya         | 30'26"50 | ,                                 |
| 4      | Marija Konovalova      | Russia        | 30'35"84 | Miglior prestazione personale     |
| 5      | Lucy Kabuu Wangui      | Kenya         | 30'39"96 | Miglior prestazione personale     |
| 6      | Lornah Kiplagat        | Paesi Bassi   | 30'40"27 |                                   |
| 7      | Kimberley Smith        | Nuova Zelanda | 30'51"00 |                                   |
| 8      | Kara Goucher           | Stati Uniti   | 30'55"16 | Miglior prestazione personale     |
| 9      | Kayoko Fukushi         | Giappone      | 31'01"14 |                                   |
| 10     | Jo Pavey               | Gran Bretagna | 31'12"30 | Miglior prestazione personale     |
| 11     | Sabrina Mockenhaupt    | Germania      | 31'14"21 | Miglior prestazione personale     |
| 12     | Ejegayehu Dibaba       | Etiopia       | 31'22"18 |                                   |
| 13     | Hilda Kibet            | Paesi Bassi   | 31'29"69 |                                   |
| 14     | Yingying Zhang         | Cina          | 31'31"12 |                                   |
| 15     | Yoko Shibui            | Giappone      | 31'31"13 |                                   |
| 16     | Peninah Arusei         | Kenya         | 31'39"87 |                                   |
| 17     | Tat'jana Arjasova      | Russia        | 31'45"57 |                                   |
| 18     | Yukiko Akaba           | Giappone      | 32'00"37 |                                   |
| 19     | Xue Bai                | Cina          | 32'20"27 |                                   |
| 20     | Anikó Kálovics         | Ungheria      | 32'24"83 |                                   |
| 21     | Kate Reed              | Gran Bretagna | 32'26"69 |                                   |
| 22     | Nathalie de Vos        | Belgio        | 32'33"45 |                                   |
| 23     | Sreedharan Preeja      | India         | 32'34"64 |                                   |
| 24     | Amy Begley-yoder       | Stati Uniti   | 32'38"28 |                                   |
| 25     | Dulce María Rodríguez  | Messico       | 32'58"04 |                                   |
| 26     | Xiaoqin Dong           | Cina          | 33'03"14 |                                   |
| 27     | Isabel Checa           | Spagna        | 33'17"88 |                                   |
|        | Mestawet Tufa          | Etiopia       | Rit.     |                                   |
|        | Asmae Leghzaoui        | Marocco       | Rit.     |                                   |
|        | Natalija Berkut        | Ucraina       | NP       |                                   |
| Squal. | Elvan Abeylegesse      | Turchia       | 29'56"34 |                                   |
| Squal. | Inga Abitova           | Russia        | 30'37"33 |                                   |

Legenda:
- RM = record del mondo
- RMJ = record del mondo juniores
- RO = record olimpico
- AF = record africano
- AS = record asiatico
- AM = record americano
- ER = record europeo
- RMS = Migliore prestazione mondiale dell'anno;
- RN = record nazionale
- RP = Record personale
- Rit. = Ritirata
- NP = Non Partita
- Squal. = Squalificata